# Свети Атанасий (Кърналово)
Вижте пояснителната страница за други значения на Свети Атанасий.
„Свети Атанасий“ е възрожденска църква в петричкото село Кърналово, България, част от Неврокопската епархия на Българската православна църква. Обявена е за паметник на културата.

## История и архитектура
Църквата е построена през 1870 година в северната част на Кърналово. В архитектурно отношение представлява трикорабна псевдобазилика с открит трем от западната и северната страна. В интериора трите дървени тавана са апликирани – като върху централния е Христос Вседържител. Иконостасът е рисуван и частично резбован по царските двери и венчилката. Ценни са и владишкият трон, амвонът и проскинитарият – също изписани и резбовани. На цокълните табла на иконостаса има осем сцени от Шестоднева. Седемте царски икони са от 1878 година, дело на анонимен добър автор с уверен рисунък. Малките икони са дело на друг автор с плътен и уверен рисунък и меки цветове. Преносимите икони са от средата и края на XIX век.
Иконостасът е двуредов, като в основата на венчилката е резбовано слънце. Той е украсен със стилизирана растителна декорация. Олтарните двери са с частична резба и позлата. В шест медальона е представено „Благовещение“. В цокълните табла са изписани осем сцени от „Историята на Адам и Ева“.